# 盧圖吉諾
盧圖吉諾（羅馬化：Lutugino），又按乌克兰语译为盧圖希內（羅馬化：Lutuhyne），法理上是乌克兰東部盧甘斯克州卢甘斯克区卢图希内市镇的城市及该市镇的行政中心，事实上为俄罗斯卢甘斯克人民共和国盧圖吉諾區的行政中心。該市距離首府卢甘斯克22公里，始建於1896年，面積5平方公里，海拔高度119米，2022年人口数量为17,061人。

## 历史
卢图吉诺郊区富含煤炭、石灰石、砂岩和粘土。1896年始有比利时企业来此投资设立轧钢厂，并有铁路连通，但本地工人拿到的薪酬（约70戈比到1卢布）相比于外国工人低（10卢布），且需忍受每天工作12小时的劳动。1905年俄国革命期间，俄国社会民主工党散发宣传明信片，呼吁工人追求8小时工作制、取消罚款和加班、涨薪30%并要求获得人道对待。为了防止罢工，工厂管理方被迫做出让步：增加5-10%工资，减少罚款，提升工人待遇。1914年，工人定居点命名为施密托夫卡（俄语：或烏克蘭語：）。在第一次世界大战期间，工厂转为制造炮弹，工人也由222人增长到400人。
十月革命后，该工厂于1917年11月成立了工人委员会，并实现8小时工作制。1918年4月至11月，为德意志第二帝国占领。德国人撤退后，一度由白军占领，直到1919年1月20日，红军再次占领此地和火车站。当年4-5月，邓尼金的白军卷土重来，被红军击退。到1920年夏天，工厂只有98名工人和38名员工。1925年，改名为卢图吉诺，以纪念俄罗斯地质学家、社会活动家列奥尼德·卢图金。苏联本国的专家也逐渐取代了厂里的外国专家。在纳粹德国入侵前，卢图吉诺已通电通水，并铺设了柏油路。1938年10月28日，卢图吉诺升级为市级镇。
苏德战争开始后，工厂转为军工用途，厂内由妇女和老人取代应征参军的青年人。1942年6月底，镇里所有的粮食被转移走以避免资敌；7月17日为纳粹德国占领。直到次年2月11日，红军以214人牺牲的代价解放卢图吉诺；占领期间纳粹德国尚未来得及利用镇里残余的工厂设备；学校、医院、火车站、餐厅和轧钢厂都毁于战火。战争期间共有414位出身于卢图吉诺的苏联人阵亡。1944年6月中旬，轧钢厂重新开工；1945年11月，轧钢厂重建完成，期间得到了莫斯科、科洛姆纳、高尔基市和梁赞捐赠的工厂设备。该市的中心部分由三到五层的赫鲁晓夫楼组成。1955年电影院建成，1960年，一座拥有136张病床的医院建成，并于同年升级为区辖市。1965年成为新设立的卢图吉诺区的行政中心。
1995年，市里的工矿企业陆续被批准私有化。
2014年4月，卢甘斯克人民共和国的分离主义分子占领了卢图吉诺；7月27日，乌克兰政府军重新攻占此地。9月1日，分离主义武装卷土重来，重新占领了卢图吉诺。
2015年1月1日，卢甘斯克前国防部长亚历山大·别德诺夫在卢图吉诺被暗杀。
2023年1月7日，市内发生天然气爆炸，约1.1万市民的天然气供应中断。爆炸造成的大火后被扑灭。

## 教育
1914年时，当地只有一所小学，教室狭窄阴暗，每周授课两次。在1921年，已经有80多名工人和职员的孩子在小学学习。共产党员和共青团员组成的队伍亦积极扫盲，1926年当地9至49岁人口的文盲率下降到19%；1930年建成一座可容纳200名学生的七年制学校；1939年建成一座可容纳440名学生的高级中学。1938年，开设了一所手工艺学校，可容纳250名学生。当时村里共有32名教师。1967年，所有教育机构有4000人入学，有250名教师工作，还有数座幼儿园。
到20世纪60年代时，市內已有9个图书馆，书籍15萬册；卢图吉诺市民中，工程师、教师、医生的数量较多，文化素质亦较高。1955年，塔拉斯·舍甫琴科文化宫建成，设有450个座位。

## 人口
2001年乌克兰人口普查，卢图吉诺有人口18,883人；2022年乌克兰政府发布的数据称人口为17,061人。

### 语言
根据2001年乌克兰人口普查，42.35%人口母语为乌克兰语，56.93%为俄语，0.72%为其他语言。

## 图集

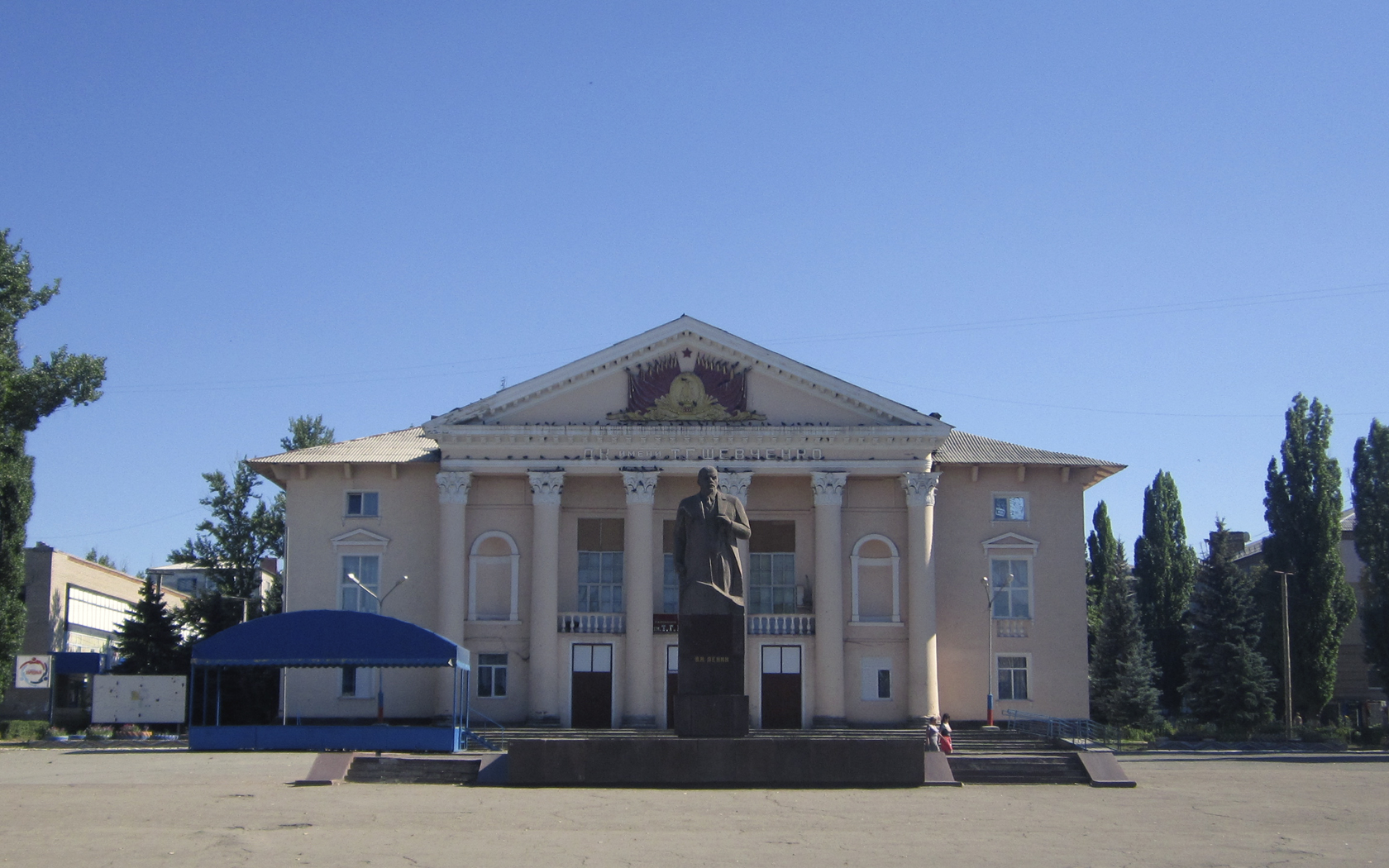
舍甫琴科文化宫
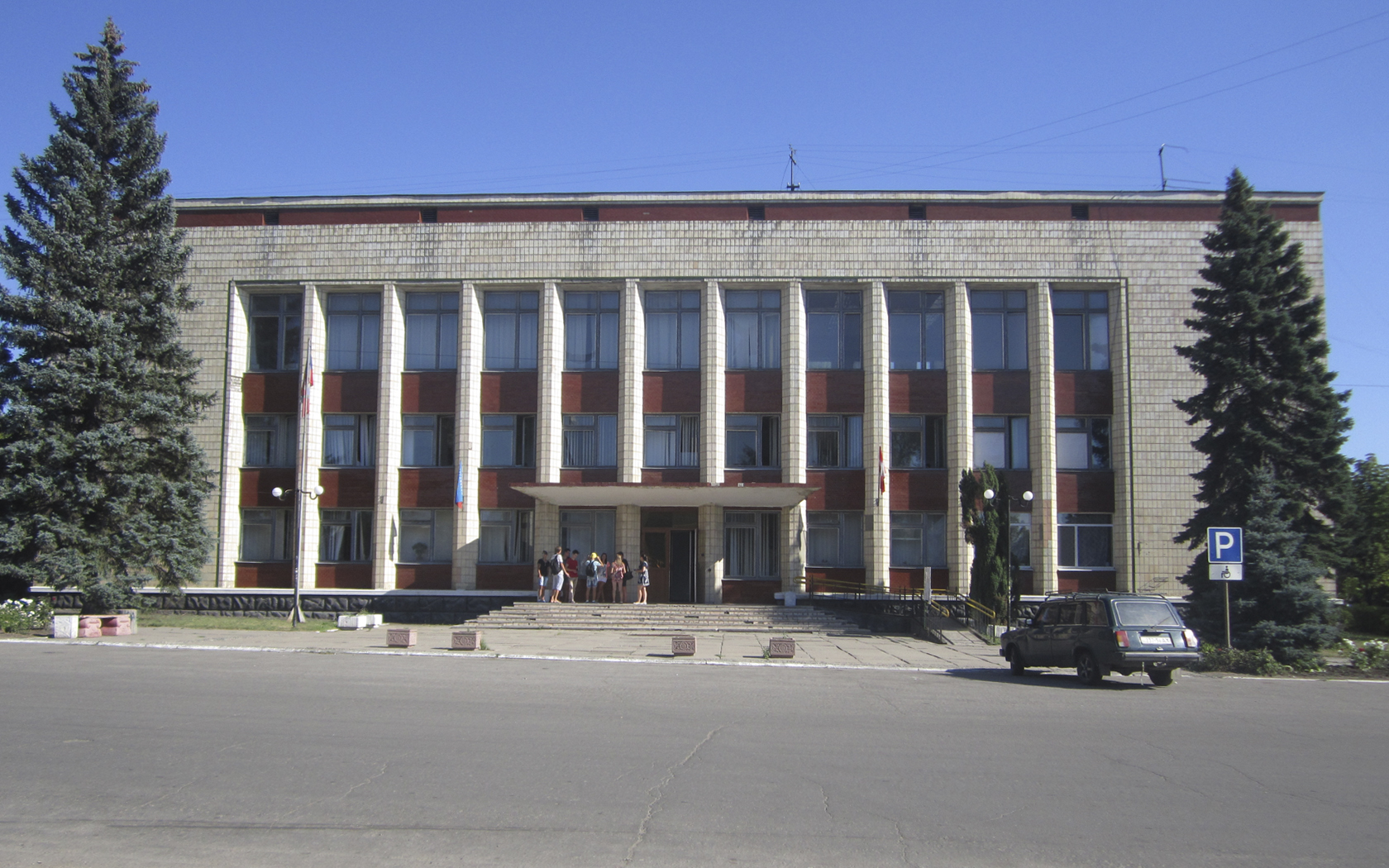
政府大楼
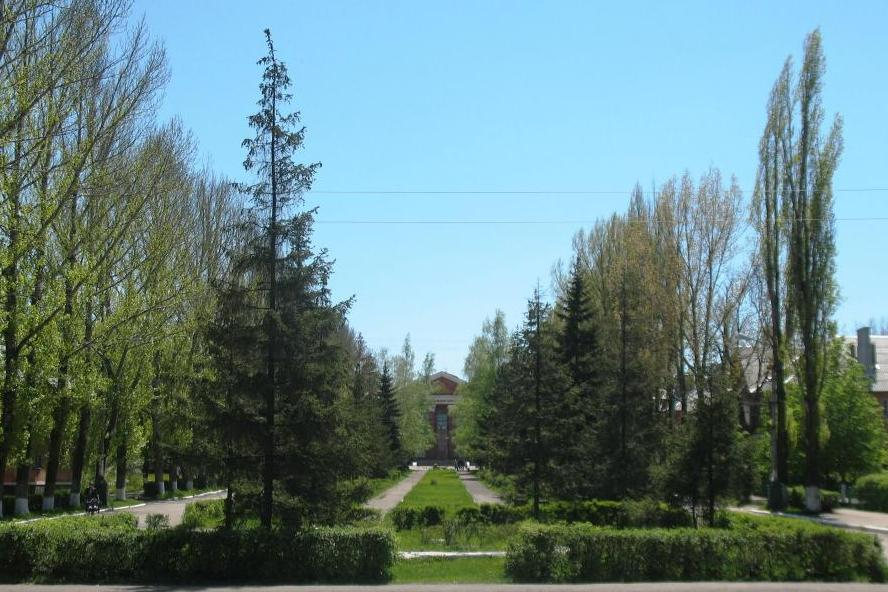
市内风光
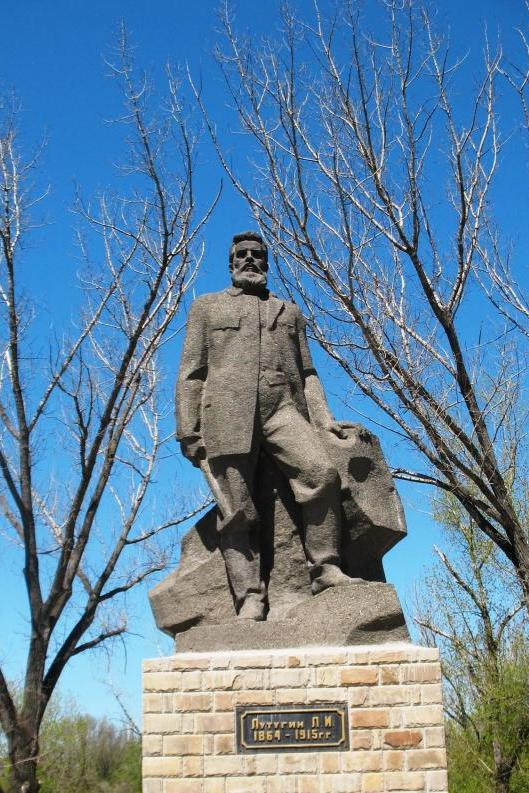
卢图金的雕像
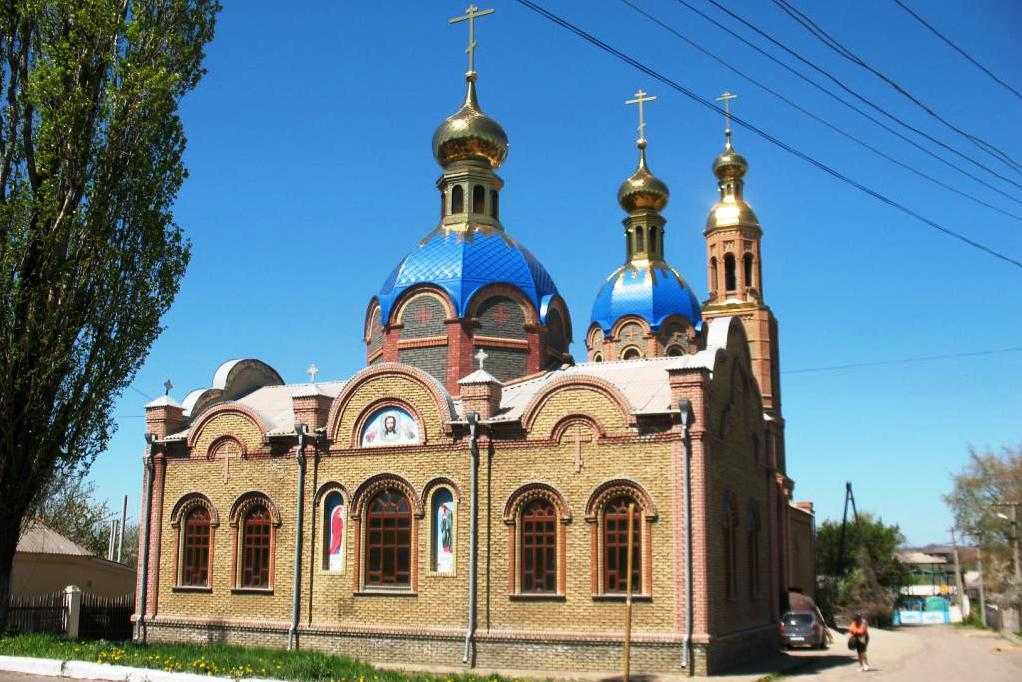
东正教堂